# 85
Évszázadok: i. e. 1. század – 1. század – 2. század
Évtizedek: 30-as évek – 40-es évek – 50-es évek – 60-as évek – 70-es évek – 80-as évek – 90-es évek – 100-as évek – 110-es évek – 120-as évek – 130-as évek
Évek: 80 – 81 – 82 – 83 –  84 – 85 – 86 – 87 – 88 – 89 – 90

## Események

### Római Birodalom
- Domitianus császárt (helyettese márciustól Quintus Iulius Cordinus Caius Rutilius Gallicus, májustól Marcus Arrecinus Clemens, júliustól Publius Herennius Pollio, szeptembertől Decimus Aburius Bassus, novembertől Caius Salvius Liberalis Nonius Bassus) és Titus Aurelius Fulvust (helyettese Lucius Valerius Catullus Messallinus, Lucius Baebius Honoratus, Marcus Annius Herennius Pollio, Quintus Julius Balbus és Cornelius? Orestes) választják consulnak.
- Az év elején vagy az előző év végén a dákok Duras (vagy Diorpaneus) vezetésével átkelnek a Dunán és Moesiára támadnak. A kormányzót, Caius Oppius Sabinust csatában megölik. Domitianus maga veszi a kezébe a védekezést, jelentős haderővel és a praetorianus gárdával a provinciába vonul. A gárda parancsnoka, Cornelius Fuscus sikeresen kiűzi a dákokat Moesiából.
- Domitianus átszervezi a provinciát és két részre - Moesia Superior és Moesia Inferior - osztja. Az év végén visszatér Rómába és diadalmenetet tart a dákokon aratott győzelemért.
- Domitianus élethosszig censorrá választatja magát, ezzel hatalmat nyer a szenátus fölött. A szenátorok egyre inkább ellene fordulnak.

### Korea
- Pekcse megtámadja Silla határvidékét.

## Születések
- Szinópéi Markión, görög keresztény teológus, a markionizmus alapítója

## Halálozások
- Caius Oppius Sabinus, római politikus

## Fordítás
- Ez a szócikk részben vagy egészben  az   AD 85 című angol Wikipédia-szócikk ezen változatának fordításán alapul.  Az eredeti cikk szerkesztőit annak laptörténete sorolja fel. Ez a jelzés csupán a megfogalmazás eredetét és a szerzői jogokat jelzi, nem szolgál a cikkben szereplő információk forrásmegjelöléseként.